# Mariä Himmelfahrt (Pang)

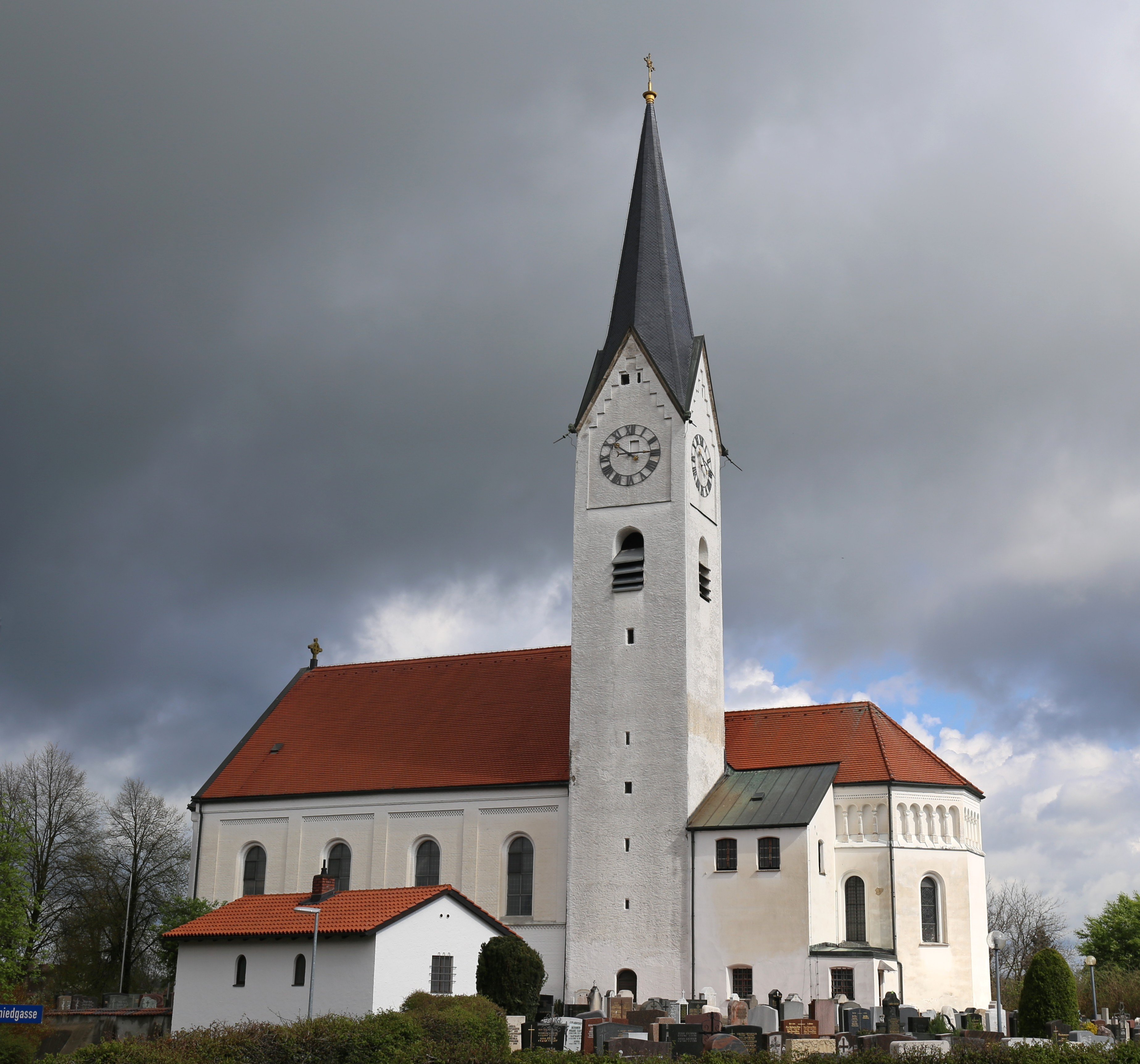
Mariä Himmelfahrt in Pang

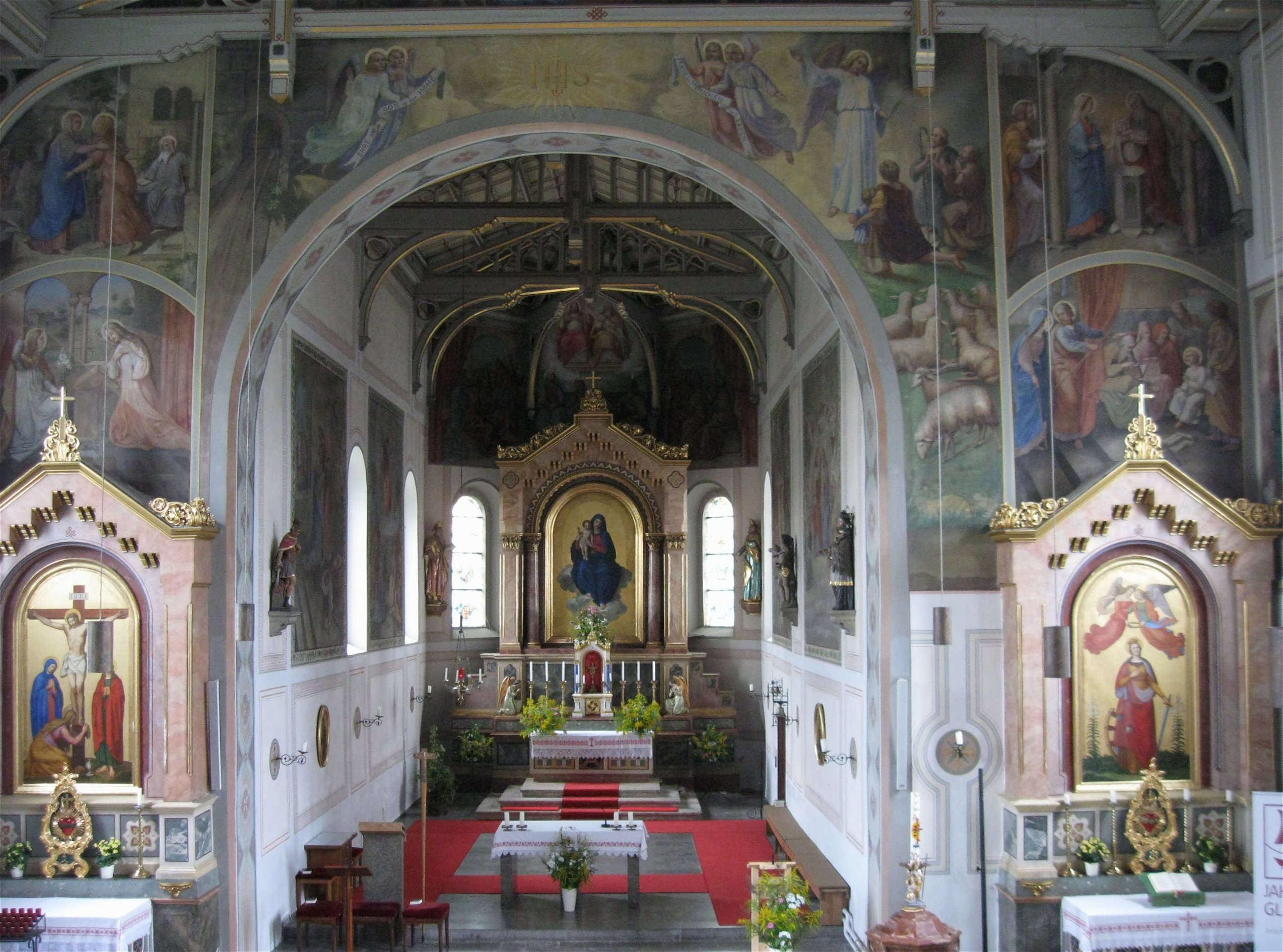
Innenraum

Die römisch-katholische Pfarrkirche Mariä Himmelfahrt steht in Pang, einem Stadtteil von Rosenheim. Sie ist in der Liste der Baudenkmäler in Rosenheim als Baudenkmal unter der Nr. D-1-63-000-189 eingetragen. Die Kirche gehört zum Dekanat Rosenheim im Erzbistum München und Freising.

## Beschreibung
Die neuromanische Saalkirche wurde in den Jahren 1850 bis 1852 weitgehend neu gebaut. Nur die Außenmauern des Chors, die Sakristei und der Turm stammen noch vom spätgotischen Vorgängerbau des 15. Jahrhunderts. Die Kirche besteht aus dem Langhaus, dem eingezogenen Chor mit Fünfachtelschluss im Osten, in dessen Obergeschoss ein Oratorium untergebracht ist, und dem Chorflankenturm an der Südwand des Chors. Im Glockenstuhl des Turms hängen sechs Kirchenglocken. Die Sakristei steht an der Südostecke von Chorflankenturn und Chor. Ein Vorbau an der Westwand des Langhauses führt zum Portal.
Der Innenraum ist mit einem offenen Dachstuhl überspannt. Die nazarenischen Fresken an den Wänden wurden von Matthias Schröder 1880 angebracht.  Die neuromanischen Altäre wurden von Bartholomäus (Barthlmä) Viotti in Stuckmarmor ausgeführt. Das von Franz Xaver Glink gemalte Altarbild des Hochaltars mit der auf Wolken thronenden Madonna mit Kind vor goldenem Hintergrund wird von den älteren Skulpturen der heiligen Josef von Nazaret und Joachim (um 1740/45) flankiert. Die Bilder der Seitenaltäre malte 1847 Georg Lagler aus Neubeuern: links Kreuzigung mit Maria, Johannes und Maria Magdalena unter dem Kreuz, rechts Katharina. Lagler malte auch die Kreuzwegbilder der Kirche.